# Mineo Chini
Mineo Chini (Messina, 8 maggio 1866 – Firenze, 11 novembre 1933) è stato un matematico italiano.

## Biografia
Dopo essersi laureato a Pisa, insegnò alle scuole medie e fu preside dell'Istituto Tecnico di Firenze oltre a essere professore incaricato di quell'Università.
Scrisse una quarantina di lavori di Geometria differenziale e alcuni testi per l'insegnamento medio e superiore.

## Opere
- Corso speciale di matematiche con numerose applicazioni, Livorno, 1904;
- Lezioni sull'integrazione di equazioni differenziali in aggiunta al Corso speciale di matematiche, Livorno, 1921;
- Lezioni di analisi matematica ad uso delle scuole superiori di architettura, Livorno, 1932;